# Rufuha (periodiskt vattendrag i Burundi)
Rufuha är ett periodiskt vattendrag i Burundi.   Det ligger i provinsen Kirundo, i den norra delen av landet, 140 kilometer nordost om huvudstaden Bujumbura.
Omgivningarna runt Rufuha är huvudsakligen savann. Runt Rufuha är det tätbefolkat, med 319 invånare per kvadratkilometer.